# 卡斯特罗塞拉辛
卡斯特罗塞拉辛，是西班牙卡斯蒂利亚-莱昂塞戈维亚省的一个市镇。 总面积21平方公里，总人口47人（2001年），人口密度2人/平方公里。